# 小行星17072
小行星17072（17072 Athiviraham）是一颗绕太阳运转的小行星，为主小行星带小行星。该小行星于1999年4月7日发现。

## 轨道参数
小行星17072的轨道半长轴为2.2606938 UA，离心率为0.089。